# Harpinia serrata
Harpinia serrata is een vlokreeftensoort uit de familie van de Phoxocephalidae. De wetenschappelijke naam van de soort werd in 1879 voor het eerst geldig gepubliceerd door Georg Ossian Sars.